# 포스브로
포스브로는 시스템 소프트웨어 개발 및 공급하는 업체다.